# Chaetodus maquipucuna
Chaetodus maquipucuna är en skalbaggsart som beskrevs av Federico Ocampo 2006. Chaetodus maquipucuna ingår i släktet Chaetodus och familjen Hybosoridae. Inga underarter finns listade i Catalogue of Life.